# Teatro Municipal de Ilhéus
O Teatro Municipal de Ilhéus (originalmente chamado Cine-Teatro Ilhéus), é uma casa de espetáculos da cidade de Ilhéus, na Bahia, inaugurada em dezembro de 1932.

## Contexto social
Ilhéus, uma das mais antigas cidades brasileiras, sede da Capitania do mesmo nome ainda no século XVII, conheceu um rápido e pujante florescimento econômico no começo do século XX, com a exportação de cacau.
Grandes fortunas surgiram entre os principais fazendeiros, e o processo de urbanização incluía casas de diversão, como os cabarés (com destaque para o célebre Bataclan, imortalizado na obra de Jorge Amado), e cinemas, primeiramente itinerantes (1909), depois fixos, com a inauguração da rede elétrica, em 1915.
Deste ano é o começo da construção de outro teatro, concedendo a Intendência a Francisco Pífano e Cia a isenção de tributos municipais por 15 anos, além da cessão do terreno, para este fim. A obra foi iniciada ainda em 1915, prevendo-se a capacidade para “500 ou mais pessoas”.
Ilhéus habituara-se com a passagem do Zeppelin, e astros do cinema de então, como Will Rogers, podiam ser vistos em suas ruas.
Maria Schaun registra que Aphrodisio Schaun, em sociedade com o Sr. Cortes, erguera um cine-teatro, o Vitória Palace, que antecedera "ao Cine-Theatro Ilhéos, atual Teatro Municipal de Ilhéus".

## História
Durante a Intendência do interventor Eusínio Lavigne, foi iniciada em 1930 a construção do “Cine Teatro Ilhéus”, na praça Luiz Vianna. As obras ficaram a cargo de Celso Valverde Martins.
Já em 1933, poucos meses depois de sua inauguração, o jornal local “Diário da Tarde”, noticiava:
”Ilhéus está transformada numa espécie de vila artística com o número extraordinário de homens e mulheres de teatro que aqui vieram naturalmente atraídos pela fama de prosperidade desta terra. Temos já duas casas de espetáculos excelentes e confortáveis”.
Com o novo teatro, e aquele outro que lhe era anterior, os espetáculos sucediam-se: sainetes, comédias e revistas alternavam-se com a apresentação de músicos (tenores, pianistas, etc.) de renome de então, como Zaíra Cavalcante, mágicos e festivais.
Com o tempo grandes encenações e artistas nacionais incluíam o Teatro em suas turnês. Em 1941 foi ali encenada Deus lhe Pague, de Joracy Camargo. Aymée e Procópio Ferreira (1935), a filha Bibi, a vedete Virgínia Lane, cantores como Sílvio Caldas, Orlando Silva, conjuntos como o Bando da Lua, foram dos que ali se apresentaram.